# Стрес и атеросклероза
Хронични стрес и атеросклероза су међусобно повезани фактори кардиоваскуларних ризика који доводе до болест великих и средњих мишићних артерија. Карактерише се дисфункцијом ендотела крвног суда, васкулитисом, и накуплањем липида, холестерола, калцијума и ћелијских елемената унутар зида крвног суда. Овај процес за последицу има формирање плака, васкуларно ремоделовање, акутну и хроничну опструкцију лумена крвног суда, поремећен проток крви, и смањену оксигенацију циљаних ткива и васкуларни догађај. Особе које претерано реагују на свакодневне емоционални стресове (попут изражених манифестација и фрустрација, беса или непријатељства), стално су изложене дејству поремећаја васкуларних функција, преко хормонских промена и повећања нивоа адреналина у нашем крвотоку. Зато су особе у хроничном стрессу у великом ризику од убрзаног развоја атеросклерозе, што може имати за последицу погоршање укупних срчаних функција и ризик од смрти због болести срца.

## Патофизиологија
Иако није доказано како стрес може да убрза атеросклерозу, постоји знатан број истраживања која сугеришу да је он битан чинилац за развоју атеросклерозе. Људи који реагују на свакодневне (хроничне) емоционалне стресове у највећој су опасности јер су изложени дејству сталних „таласа” адреналина. Под утицајем повишених вредности адреналина и других хормона, у стресу, директно настају промене на крвним судовима. Чак и нормална психичка напетости која се доживљава у свакодневном животу може да изазове привремено погоршање васкуларних функција, преко хормонских промена, а пре свега повећања нивоа адреналина у крвотоку.
Код особе у хроничном емоционалном стресу, у њиховом крвотоку депонује се адреналин на најмању провокацију, што може да резултује и повећаном  запаљењском реакцијом (понекад са повишеним нивоом Ц реактивног протеина (ЦРП)), која је директно повезан са повишеним ризиком од атеросклерозе. Осим тога, хронични емоционални стрес често је праћен погоршањем још неколико других кардиоваскуларних фактора ризика.
На пример: 
- пушачи под стресом обично повећавају потрошњу дувана, што је такође један од фактора ризика за настанак атеросклерозе,
- особе под стресом посежу за великим количинама хране, и тиме не само да увећавају телесну тежину већ и ниво холестерола (једног од фактора ризика за атеросклерозу) у периоду повећаног стреса.[3]

Из напред изнетог може се закључити да хронични стрес потенцијално убрзава атеросклерозу и тиме директно утиче на крвне судове, доприносећи развоју и умножавању укупних срчаних фактора ризика. Тиме се може обијаснити зашто особе са хроничним стресом имају знатно израженије симптоме - нарочито ангине пекторис - која може да пређе у срчани удар.

## Спречавање стресом изазване атериосклерозе и срчаних болести
Превенција интензивног стреса је јако важна, зато што је ниво реакција на стрес један од најважнији фактор у одређивању да ли ће током хроничног стрес повећати срчани ризик. 
| „ | У суштини, ако научимо како да реагујемо на стресне ситуације, наша борба са налетима адреналин аутоматски је ангажована на први знак невоље. | ” |

Иако није увек огуће, па чак ни пожељно да се спрече сви облици емоционалног стреса, и даље постоје многи начини којима се може смањити вероватноћа да ће хронични стрес изазвати атериосклерузи и последично кардиоваскуларне проблеме. Многи програми за управљање стресом су показали су мерљив успех у остваривању тог циља.
Редослед радњи у превенцији стреса
- Прво, што особа под стресом мора да уради је да идентификују специфичне ситуације у свом животу које узрокују, посебно тежак, облик стреса и да кад год је или колико год је то могуће избегава или ограничи број стресних ситуација.
- Друго, науче неке ефикасне технике управљања стресом, нпр. мењањем сопствене перцепцију заједничких стресних ситуација, или смањењем физичке реакције на стресни догађај. Ови програми за управљање стресом укључују вежбе дисања, вежбе истезања, аеробне вежбе, технике визуализације, јогу, медитацију, и/или масажу. Суштина ових програма је да воде ка истом циљу — смањењу адреналинског одговора, мањим нивоом - интензитетом стреса.
- Треће, треба обратите пажњу на све срчане факторе ризика, и урадите све што се може, да они буду стављени под контролу лекара.
- Четврто, особа под хроничним стресом треба користи услуге лекара који ће јој дати не само сугестије о начинима управљања стресом већ и обезбедити укупне контроле фактора ризика.
- Пето, у договору са лекаром, понекад је корисна и пофилактичка примена аспирина (у дновној дози од 81-100 mg), који може да смањи ризик од руптуре атеросклеротског плака код особа са израженијим хроничним емотивним стресом.[7][8]

## Компликације
Код особа са хроничним стресом после коронарног артеријског бајпаса постоји тенденција претераног кардиоваскуларног ризика (срчаног удара) у односу  на пацијенате који немају претерано изражен одговор на стрес.
Укупан ризик од смрти код особа са хроничним стресом, које болују од атеросклероза са кардиоваскуларним болестима срца је већи од особа које нису под стресом или немају претерано изражен одговор на стрес.